# نادر الطيب
نادر الطيب جابر الإمام لاعب كرة قدم سوداني يلعب حالياً لصالح الموردة في دوري الدرجة الأولى بولاية الخرطوم.

## الإنجازات

### الهلال
- الدوري السوداني الممتاز (1): 2010.
- كأس السودان (1): 2011.

### أهلي شندي
- كأس السودان (1): 2017.